# ميخائيل فولي
ميخائيل فولي (بالإنجليزية: Michael Foley)‏ (9 مارس 1983 بدبلن في جمهورية أيرلندا - ) هو لاعب كرة قدم أيرلندي في مركز الوسط. شارك مع منتخب جمهورية أيرلندا تحت 17 سنة لكرة القدم ومنتخب جمهورية أيرلندا تحت 21 سنة لكرة القدم. أما مع النوادي، فقد لعب مع باتريك أتلتيك ودرودا يونايتد ونادي ليفربول وووترفورد يونايتد ولونغفورد تاون ‏.